# Ален III (граф Нанта)
Але́н III (фр. Alain; после 981—990) — герцог Бретани, граф Нанта и Ванна с 988 года.

## Биография
Ален III был сыном герцога Бретани Гюереша и Арембурги. Будучи ещё малолетним, после смерти отца в 988 году он унаследовал владения отца. Кто был его опекуном — неизвестно. Однако уже в 990 году Ален умер от болезни, после чего Нант был захвачен графом Ренна Конаном I, присвоившим себе также титул герцога Бретани.